# مرمى

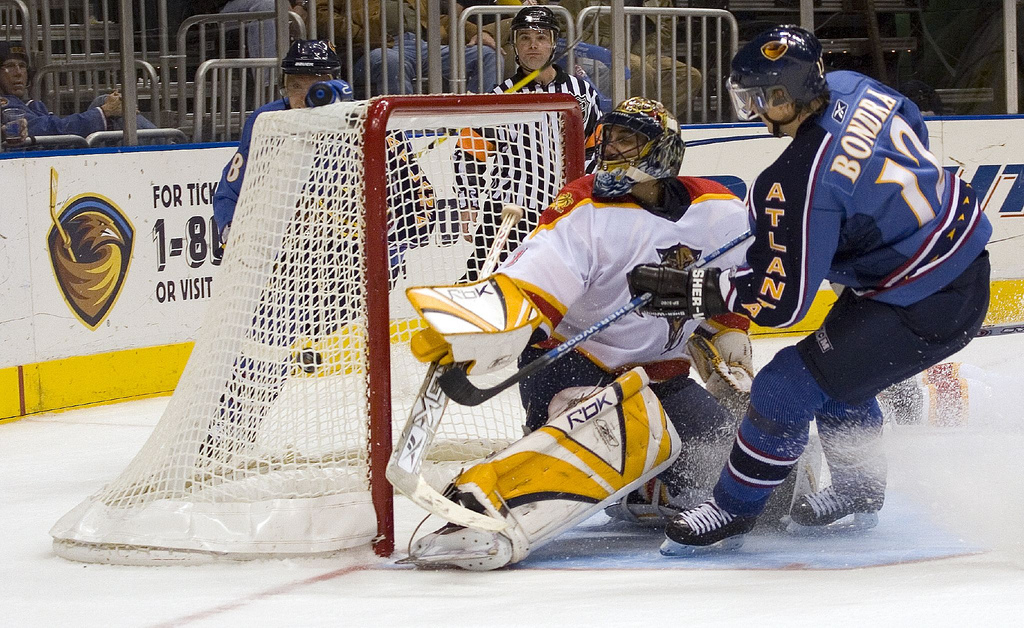
لاعب الهوكي يحاول تسجيل الهدف في مرمى المنافس

المرمى هو أهم جزء في ملعب كرة القدم حيث هو المنطقة التي تحتسب فيها الأهداف بعد تجاوزها خط المرمى حيث يكون لكل مرمى حارس واحد فقط ويكون في كل ملعب مرميين وحارسين لصد الكرة قبل دخولها إلى ما بعد خط المرمى ويتكون المرمى من ثلاثة أعمده حديدية وشبكة بلاستكية.

## خلفيّة
في الرياضة، قد يشير الهدف إما إلى حالة التسجيل، أو إلى الهيكل المادي أو المنطقة حيث يجب على الفريق المهاجم إرسال الكرة أو قرص الصولجان من أجل تسجيل النقاط. يختلف هيكل الهدف من رياضة إلى أخرى، ويتم وضع الهدف في نهاية الملعب أو بالقرب منه لكل فريق للدفاع. بالنسبة للعديد من الألعاب الرياضية، يتكون كل هيكل هدف عادةً من عمودين عموديين، يطلق عليهما دعامات الهدف، ويدعمان العارضة الأفقية. خط المرمى المحدد على سطح اللعب بين أعمدة المرمى يحدد منطقة المرمى. وبالتالي، فإن الهدف هو إرسال الكرة أو عفريت بين دعامات المرمى، تحت أو فوق العارضة (حسب الرياضة)، وعبر خط المرمى. قد تحتوي الرياضات الأخرى على أنواع أخرى من الهياكل أو المناطق التي يجب أن تمر فيها الكرة أو القرص، مثل طوق كرة السلة. في العديد من الرياضات، يعد إرسال الكرة أو عفريت إلى هيكل أو منطقة هدف الخصم هو الطريقة الوحيدة للتسجيل، وبالتالي يتم التعبير عن النتيجة النهائية في إجمالي عدد الأهداف التي سجلها كل فريق. في الرياضات الأخرى، قد يكون الهدف إحدى طرق التسجيل العديدة، وبالتالي قد يستحق عددًا مختلفًا من النقاط عن الآخرين.

## طرق التهديف
في بعض الألعاب الرياضية، يكون الهدف هو الطريقة الوحيدة للتسجيل. في هذه الرياضات، يتم التعبير عن النتيجة النهائية على أنها عدد الأهداف التي سجلها كل فريق، ويكون الفائز هو الفريق الذي تراكم أكثر خلال الفترة الزمنية المحددة. في الرياضات الأخرى، الهدف ليس الطريقة الوحيدة للتسجيل. في هذه الرياضات، يستحق الهدف عددًا محددًا من النقاط ولكن هناك طرق أخرى للتسجيل قد تكون ذات قيمة أكبر أو نفس النقاط أو أقل. في هذه الرياضات، يتم التعبير عن النتيجة على أنها إجمالي عدد النقاط التي حصل عليها كل فريق. في قواعد كرة القدم الأسترالية ، يتم التعبير عن النتيجة من خلال سرد عدد «أهداف» و «تأخر» كل فريق متبوعًا بإجمالي عدد النقاط.

## البنية
يختلف هيكل أو بنية الهدف من رياضة إلى أخرى. غالبًا ما يكون هيكلًا مستطيلًا يتم وضعه في نهاية كل ملعب. يتكون كل هيكل عادةً من عمودين عموديين، يطلق عليهما منشورات الهدف (أو القوائم) التي تدعم العارضة الأفقية. خط المرمى المحدد على سطح اللعب بين أعمدة المرمى يحدد منطقة المرمى. في بعض الألعاب، مثل اتحاد كرة القدم أو الهوكي، يكون الهدف هو تمرير الكرة بين العارضتين أسفل العارضة، بينما في ألعاب أخرى، مثل تلك المبنية على لعبة الرجبي، يجب أن تمر الكرة فوق العارضة بدلاً من ذلك. في كرة القدم الغيلية والقذف، حيث تتشابه قواعد المرمى مع تلك المستخدمة في لعبة الركبي، يمكن ركل الكرة إما تحت العارضة للحصول على هدف، أو فوق العارضة بين العارضة للحصول على نقطة. في قواعد كرة القدم الأسترالية، لا توجد عارضة بل أربعة قوائم. في كرة السلة أو كرة الشبكة أو الكرة الكروية، تكون الأهداف على شكل حلقة. غالبًا ما يكون الهيكل مصحوبًا بشبكة مساعدة، والتي توقف الكرة أو تبطئها عند تسجيل هدف. في كرة الشبكة، يدعم عمود واحد في كل طرف من الملعب طوقًا أفقيًا يجب أن تسقط الكرة من خلاله. في كرة السلة، يمكن دعم الحلقة والشبكة المستخدمة في التهديف على عمود أو آلية في كل طرف، أو على هياكل متصلة مباشرة بالحائط.

## رياضة المرمى

### رياضة الهدف فقط
الهدف هو الطريقة الوحيدة للتسجيل في عدة مباريات. في كل حالة من هذه الحالات، يكون الفائز هو الفريق الذي يسجل أكبر عدد من الأهداف خلال الوقت المحدد.

#### اتحاد كرة القدم

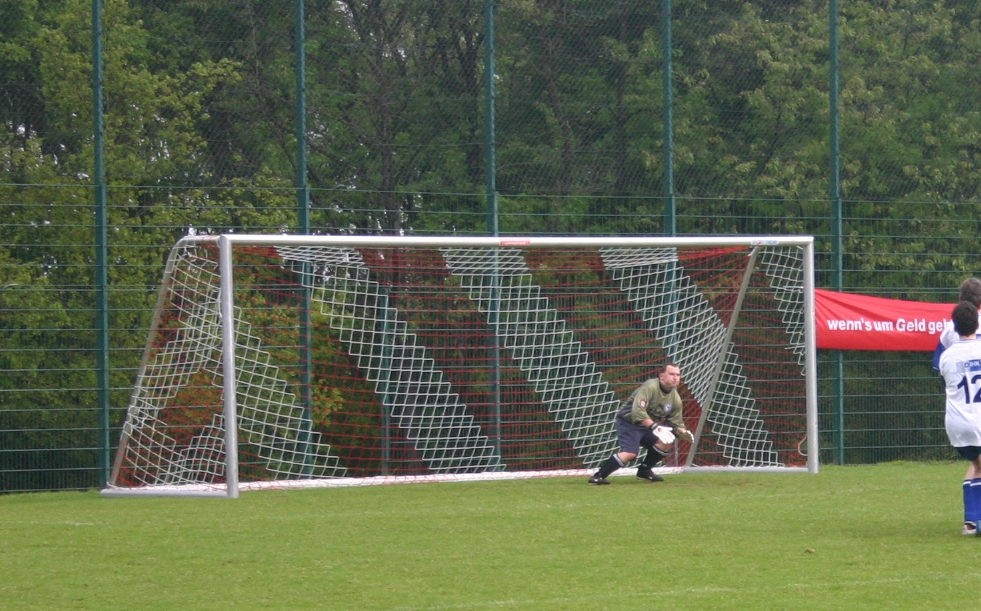
هدف في مباراة كرة قدم

في كرة القدم، الهدف هو الطريقة الوحيدة للتسجيل. يتم استخدامه أيضًا للإشارة إلى هيكل التسجيل. يشار إلى محاولة تسجيل الهدف باسم «التسديدة». لتسجيل هدف، يجب أن تمر الكرة بالكامل فوق خط المرمى بين دعامات الهدف وتحت العارضة ولا يجوز انتهاك أي قواعد في اللعب (مثل لمس الكرة باليد أو الذراع).
يتم تعريف هيكل الهدف على أنه إطار 24 قدم (7.32 م) بعرض 8 قدم (2.44 م) طويل القامة. في معظم مستويات اللعب المنظمة، يتم إرفاق شبكة خلف إطار الهدف لالتقاط الكرة والإشارة إلى أنه تم تسجيل هدف؛ لكن قوانين اللعبة لا تفرض استخدام الشبكة وتقتضي فقط ألا تتداخل أي شبكة مستخدمة مع حارس المرمى.

#### باندي

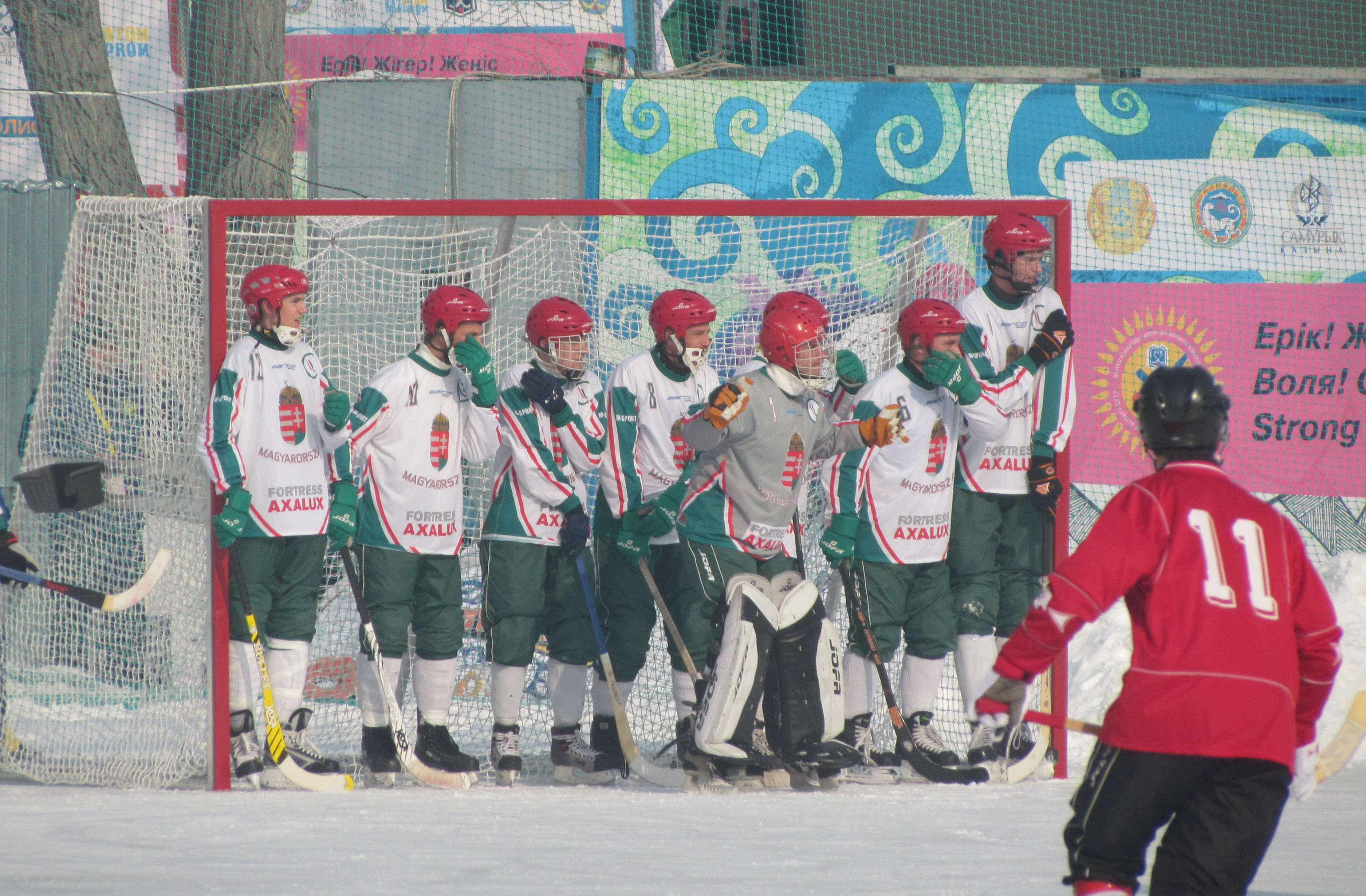
يستعد اللاعبون المجريون للدفاع عن مرماهم ضد ضربة ركنية كندية في بطولة العالم باندي 2012. حارس المرمى له لون قميص مختلف.

في لعبة باندي، التي تمتلك معظم بنيتها من كرة القدم، الطريقة الوحيدة للتسجيل هي تسجيل هدف ويستخدم الهدف أيضًا للإشارة إلى هيكل التسجيل. إذا لم يسجل أي من الفريقين خلال المباراة، أو إذا كان كلا الفريقين قد أحرزا نفس العدد من الأهداف، فهناك تعادل. إذا لم يتم تحديد خلاف ذلك في قواعد لعب باندي التي وضعها اتحاد باندي الدولي، تسجيل هدف معتمد عندما يتم لعب الكرة بطريقة منتظمة وقد مرت الكرة بأكملها بالتعريف الداخلي لخط المرمى بين قائمتى هدف والعارضة. جاء ذلك في القسم 9 من القواعد. يمكن تحقيق الهدف مباشرة من ضربة جزاء أو ضربة جزاء أو ضربة حرة أو مواجهة أو ضربة ركنية. يتم توسيط كل سطر قصير من حقل النطاق الترددي 3.5 متر (11 قدم) عرض و2.1 متر (6 قدم 11 بوصة) قفص مرمى عالي، منظم حسب الحجم والشكل والمواد والخصائص الأخرى في القسم 1.4 من قواعد اللعب في باندي. القفص لديه شبكة لإيقاف الكرة عندما تعبر خط المرمى. أن يكون القفص من نموذج معتمد. أمام قفص المرمى منطقة جزاء نصف دائرية ب 17 متر (56 قدم) نصف القطر. تقع منطقة الجزاء على بعد 12 متر (39 قدم) أمام المرمى وهناك نقطتان من الضربات الحرة عند خط منطقة الجزاء، كل واحدة محاطة بـ 5 متر (16 قدم) الدائرة.

#### هوكي الميدان
هيكل المرمى في هوكي الميدان (أو هوكي الحقل) هو 3.66 متر (12.0 قدم) بعرض 2.14 متر (7.0 قدم). مثل كرة القدم، يتم تسجيل الهدف عندما تمر الكرة بالكامل فوق خط المرمى تحت العارضة وبين أعمدة المرمى. الشباك مطلوبة لتثبيت الكرة. يُسجل الهدف فقط إذا تم تسديده من نصف دائرة 14.63 متر (48.0 قدم) من المرمى.

#### كرة اليد
يتم تسجيل هدف في كرة اليد عندما يتم رمي الكرة بالكامل فوق خط المرمى، أسفل العارضة وبين أعمدة المرمى. هيكل المرمى في كرة اليد للفريق هو 2 متر ارتفاع و 3 متر عرض. مطلوب شبكة للإمساك بالكرة.

#### الهوكى الجليدى

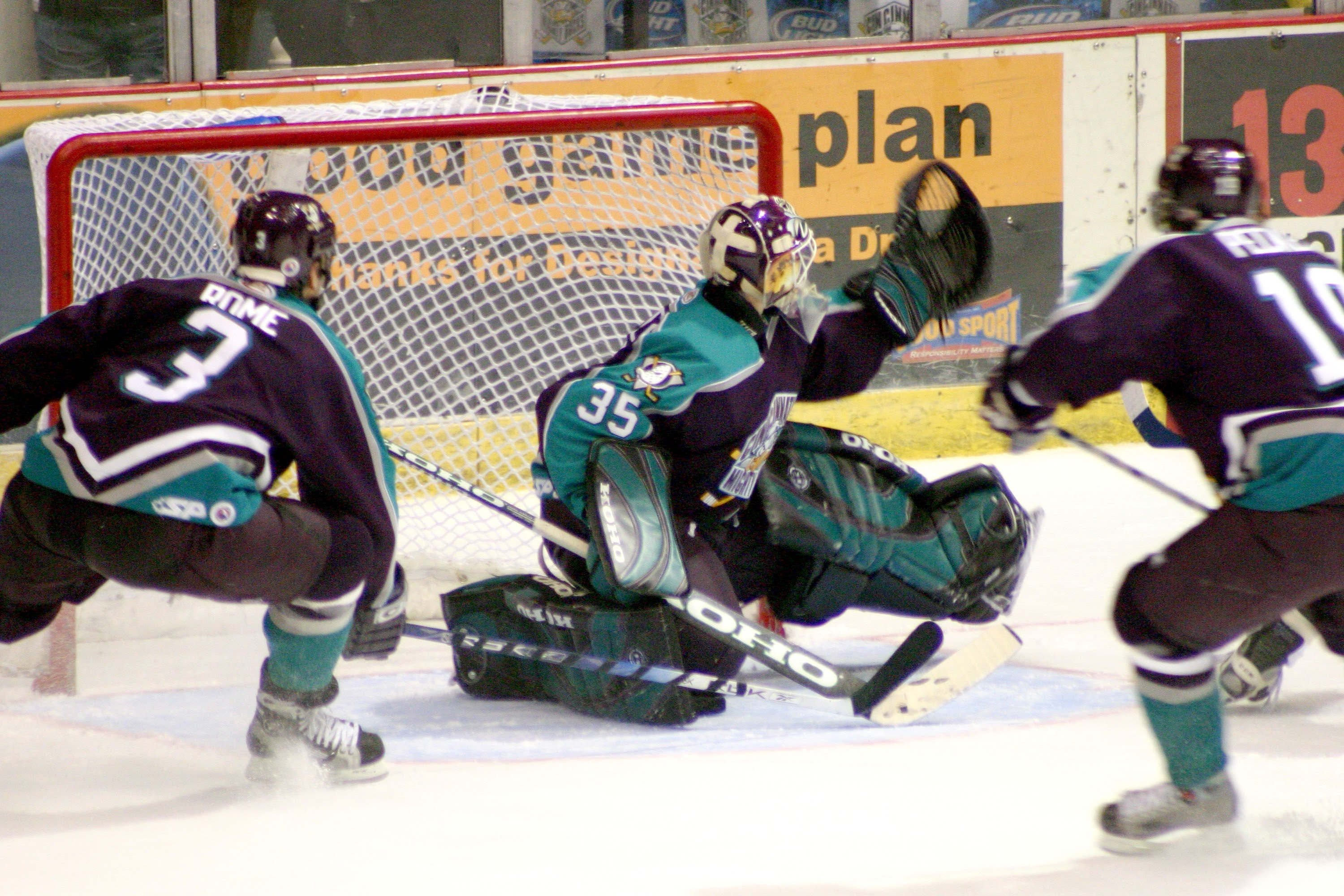
هوكي الجليد: يتمُّ التسديد في أعلى المرمى (الشبكة) لتسجيل الهدف حيث يفشل حارس المرمى في إعاقة التسديدة في تلك الزاوية في العادة.

في لعبة هوكي الجليد، يجب وضع القرص بالكامل فوق خط المرمى بين الأعمدة وتحت العارضة إما بعيدًا عن عصا اللاعب المهاجم أو من أي جزء من جسم اللاعب المدافع. لا يجوز ركل الكرة أو ضربها أو رميها في المرمى، على الرغم من أنه قد يتم احتساب الهدف إذا انحرفت عفريت عن غير قصد عن زلاجة أو جسم لاعب مهاجم نحو المرمى. هيكل الهدف هو إطار 4 قدم (1.2 م) وطوله 6 قدم (1.8 م) واسعة مع شبكة متصلة. في معظم المستويات الأعلى من اللعب، يتم إرفاق هيكل الهدف بسطح الجليد بواسطة أوتاد مرنة وسوف ينفصل من أجل الأمان عندما يضربه أحد اللاعبين. يتم وضع الهدف داخل سطح اللعب، ويمكن للاعبين لعب القرص خلف المرمى.

#### لاكروس
يتم تسجيل أهداف لاكروس عندما تتجاوز الكرة خط المرمى تمامًا. يمكن رفض الأهداف إذا كان هناك مخالفة من قبل الفريق المهاجم. الهدف في لعبة اللاكروس هو 6 قدم (1.8 م) وطوله 6 قدم (1.8 م) واسعة وتستخدم شبكة لمنع الكرة من الدخول إلى ميدان اللعب مرة أخرى. لا يتم وضع أهداف لاكروس على خط حد النهاية؛ غالبًا ما يحدث اللعب خلف المرمى.

#### كرة الشبكة
في كرة الشبكة، يتم تسجيل الهدف عندما يتم تسديد الكرة من خلال حلقة المرمى على عمود.

#### بولو
في لعبة البولو، يتم تسجيل الهدف إذا مرت الكرة تمامًا بين قاعدتي المرمى، بغض النظر عن بُعد الكرة عن الأرض. يجب أن تكون الكرة بين أعمدة المرمى أو الخطوط التخيلية الممتدة فوق الحواف الداخلية للقوائم. تمرير الكرة مباشرة فوق عمود المرمى لا يسجل أي هدف. يتكون هيكل المرمى في لعبة بولو من قطبين، 10 قدم (3.0 م) عالية وعلى بعد 8 ياردات بالضبط. لا يوجد شريط عرضي ولا يلزم وجود شبكة. الارتفاع الذي يمكن عنده تسجيل الهدف لا نهائي.

#### شينتي
في شينتي، يتمُّ تسجيل الهدف إذا تجاوزت الكرة خط المرمى وتحت العارضة. لا يمكن تسجيل الهدف إلا بعصا تسمى «كامان»؛ لا يتم تسجيل أي هدف إذا تم ركل الكرة أو حملها أو دفعها بيد أو ذراع اللاعب المهاجم.

#### كرة الماء
يتم تسجيل هدف في كرة الماء عندما تمر الكرة بالكامل عبر خط المرمى، وتحت العارضة وبين دعامات المرمى. يمكن تسجيل الهدف من خلال ملامسة أي جزء من جسم المهاجم باستثناء قبضة اليد. يعتمد هيكل الهدف في كرة الماء على عمق الماء. فم الهدف يقيس 3 متر وعرضه إما 0.9 متر فوق سطح الماء أو 2.4 متر فوق أرضية البركة، أيهما أعلى. الشبكات مطلوبة.

### الألعاب ذات التهديف الثانوي
تحتوي الألعاب التالية على أكثر من طريقة ممكنة للتسجيل حيث يكون الهدف هو الطريقة الأساسية، أي الطريقة التي تسجل أكبر عدد من النقاط. في معظم الحالات، تظهر النتيجة على أنها عدد الأهداف، بالإضافة إلى عدد الدرجات الثانوية (عادةً نقطة واحدة)، بالإضافة إلى العدد الإجمالي للنقاط. الجانب الذي لديه أكبر عدد من النقاط هو الفائز.

#### قواعد كرة القدم الأسترالية

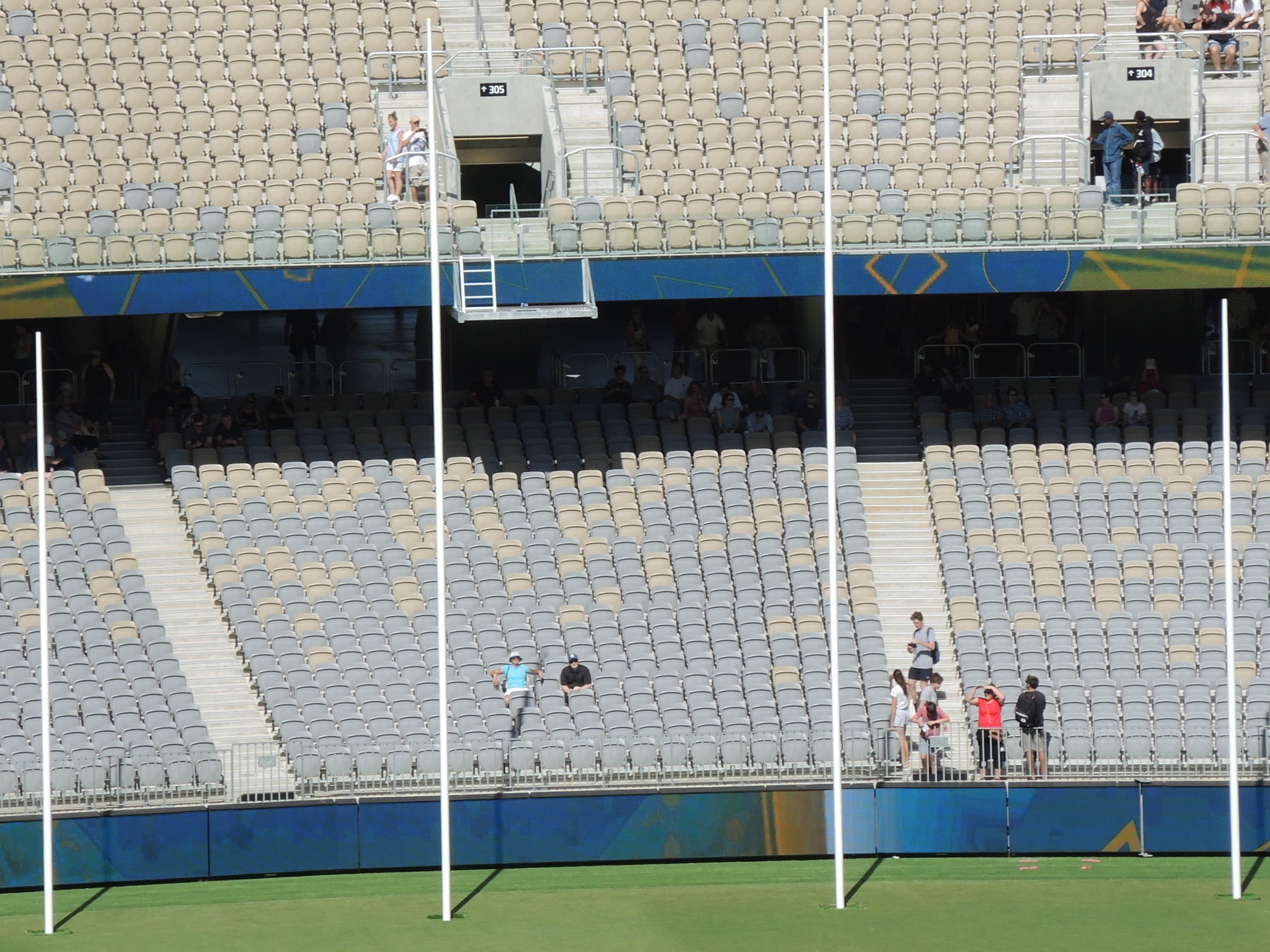
قواعد المرمى الأسترالية لكرة القدم في ملعب بيرث

وفقًا لقواعد كرة القدم الأسترالية، يتم تسجيل هدف عندما يتم ركل الكرة من قبل لاعب مهاجم تمامًا بين قائمتي المرمى الطويلة. للحصول على هدف، لا يجوز للكرة أن تلامس عمود المرمى أو تتجاوزه، أو تلمس أي لاعب في أي جزء من الجسم غير القدم أو الجزء السفلي من ساق المهاجم. في مثل هذه الحالات، تكون النتيجة متأخرة (نقطة واحدة). الكرة قد تكون مسير، قطرة الركل، أو انطلقت على الأرض. قد تعبر الكرة خط المرمى عند أي ارتفاع من مستوى الأرض إلى أعلى وقد ترتد قبل عبور الخط. يسجل الهدف ست نقاط وهو هدف اللعبة. يتم استخدام النتيجة الثانوية من نقطة واحدة ككسر التعادل. المؤخرة التي تحرز نقطة واحدة؛ يتم منحها إذا مرت الكرة بين المنشورات النقطية أو لم يتم منحها هدفًا وفقًا للأحكام المذكورة أعلاه عند المرور عبر نقاط المرمى. يتكون هيكل الهدف من وظيفتين على الأقل 6 متر في الارتفاع ومتباعدة 6.4 أمتار على حدة. لا يوجد عارضة ولا شبكة.

#### كرة سلة

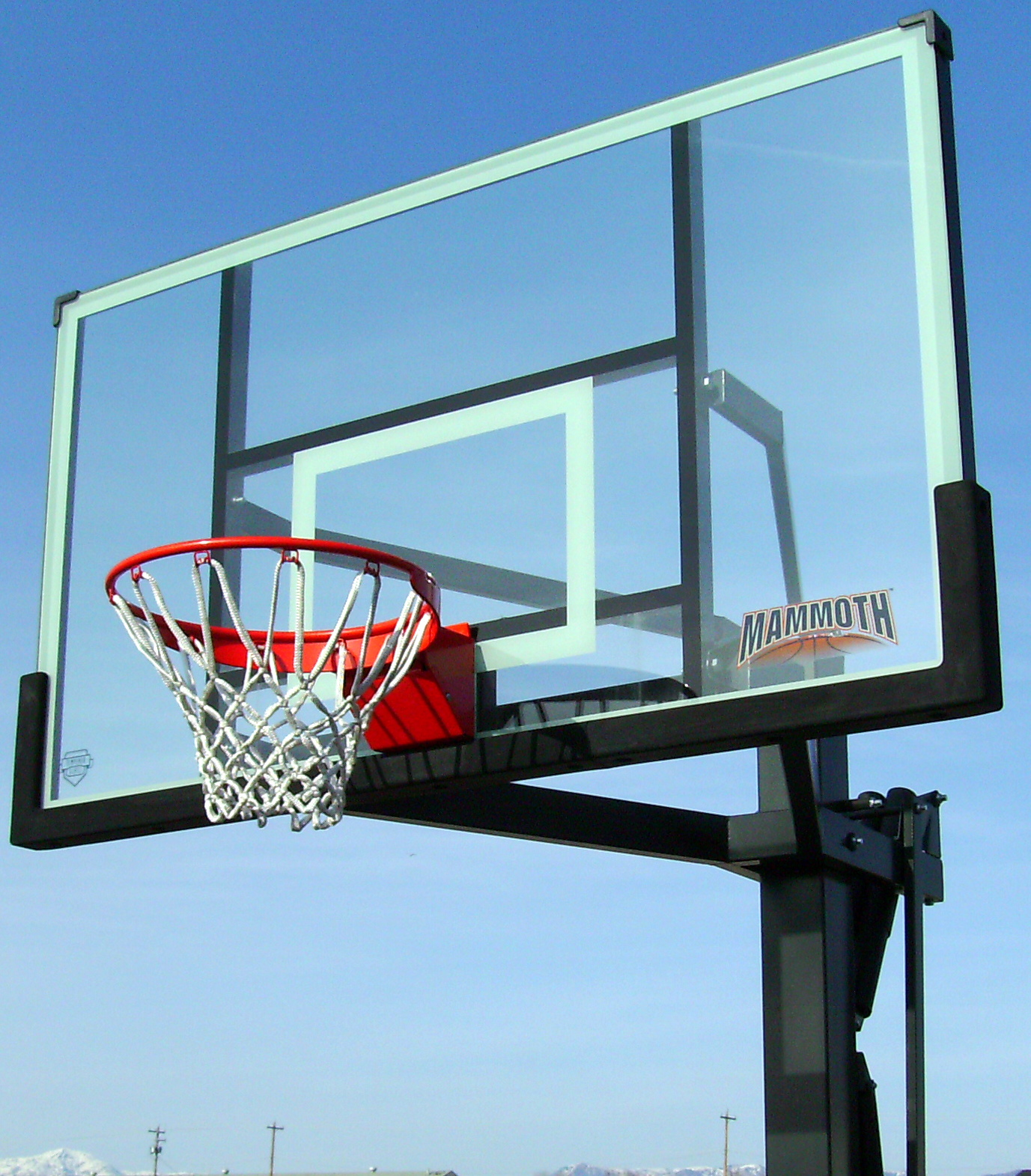
مرمى كرة سلة في الهواء الطلق

الهدف الأساسي لكرة السلة هو التسجيل من خلال تسديد (أي رمي) الكرة في هدف يسمى رسميًا السلة. تسجل السلة عندما تمر الكرة بالكامل من فوق حلقة السلة؛ ومع ذلك، فإن عدد النقاط التي يتم تسجيلها مع كل سلة يعتمد على مكان إطلاق الكرة في الملعب، ولا يحتاج الفريق بالضرورة إلى تسجيل أكبر عدد من السلال للفوز بالمباراة. يتم التعبير عن درجات كرة السلة في مجموع النقاط. تسمى السلة التي يتم تسجيلها أثناء اللعب العادي بالهدف الميداني وتستحق نقطتين إذا تم تسديدها من داخل أو على خط النقاط الثلاث، وثلاث نقاط إذا تم تسديدها من وراء خط النقاط الثلاث. تختلف مسافة الخط المكون من ثلاث نقاط عن السلة حسب المستوى. تُمنح النقاط أيضًا لفريق التسديد إذا ارتكب الفريق المدافع توجيه المرمى أو تدخل السلة أثناء تحليق الكرة باتجاه السلة أو فوقها مباشرة. يمكن لفريق كرة السلة أيضًا أن يسجل عن طريق الرميات الحرة، والتي تسجل نقطة واحدة لكل منها. تُمنح الرميات الحرة للفريق بعد أن يرتكب الخصم خطأ في سيناريوهات معينة. يحق للاعب الذي ينفذ الرميات الحرة (عادة اللاعب الذي تعرض للخطأ) أن يأخذ عددًا محددًا من التسديدات دون معارضة بكلتا قدميه خلف خط الرمية الحرة.
تتكون السلة من حلقة معدنية 18 بوصة (46 سـم) بقطر داخلي، معلق أفقيًا 10 قدم (3.0 م) فوق الأرضية بحيث يكون مركز الحلقة متساوي البعد عن كل خط جانبي و 5 قدم 3 بوصة (1.60 م) من خط النهاية. تحتوي حلقة السلة على شبكة متصلة أدناه للتحقق بإيجاز من تقدم الكرة نحو الأسفل والإشارة إلى النتيجة. الحلقة مثبتة بلوح خلفي مستطيل 6 قدم (1.8 م) بعرض 3.5 قدم (1.1 م) طويل، ولكن في المستويات المنخفضة من اللعب أو الاستخدام الترفيهي، قد تكون اللوحة الخلفية أصغر و / أو على شكل مروحة. الهيكل بأكمله مدعوم من الخلف ومثبت على الأرض خلف خط النهاية عند مستويات أعلى من اللعب، قد يتم تثبيت الهيكل على الحائط أو السقف عند مستويات اللعب السفلية. تعتبر الحلقة والشبكة والأمام والأعلى والأسفل والجوانب من اللوحة الخلفية من الداخل، بينما يعتبر الجزء الخلفي من اللوحة الخلفية وهيكل الدعم - حتى تلك الأجزاء المعلقة فوق المناطق الداخلية من الملعب - خارج الحدود.

#### كرة القدم الغيلية

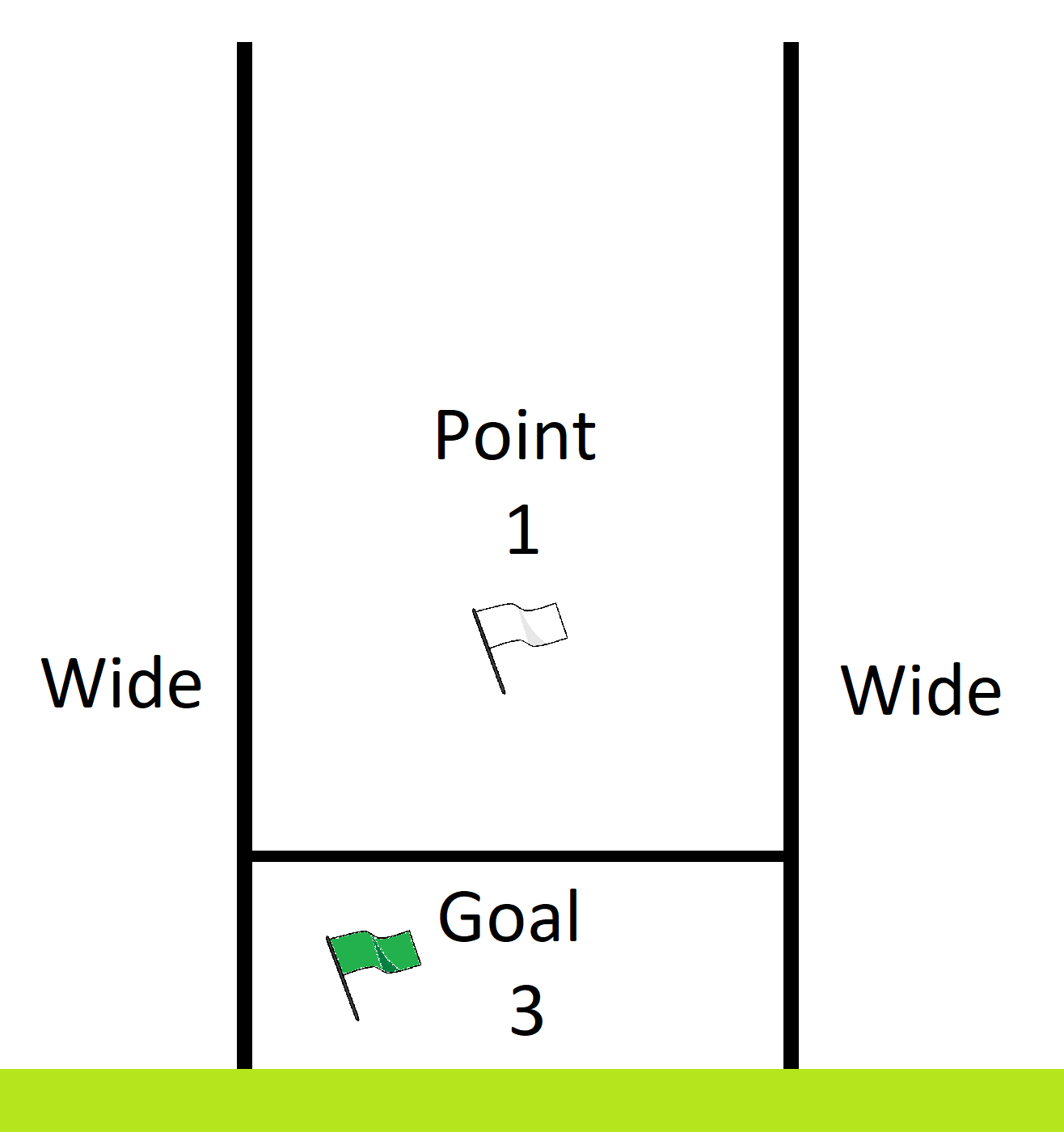
قوائم المرمى ونظام التسجيل المستخدم في رياضة القذف وكرة القدم الغيلية والتمويه وكرة القدم الغيلية للسيدات.

في كرة القدم الغيلية، يتم تسجيل هدف عندما تمر الكرة بالكامل خارج خط المرمى، بين قاعدي المرمى وتحت العارضة العرضية. يمكن لعب الكرة باليدين، لكن لا يمكن تسجيل الهدف بعرقلة اليد. يتم منح الكرة التي تنتقل بين قائمتي المرمى وفوق العارضة المتقاطعة نقطة واحدة تسمى «فوق». المبالغ الزائدة هي طريقة التسجيل الأكثر شيوعًا مع الأهداف التي يتم الدفاع عنها بشدة. الهدف يُقابله ثلاث نقاط.

#### القذف
في رياضة القذف، الكرة يجب أن تمر بشكل كامل وراء خط المرمى. يجوز لعب الكرة بأي طريقة قانونية إلا بيد المهاجم. قد تنحرف الكرة أثناء الطيران نحو المرمى عن يد المهاجم. تستخدم كرة القذف نفس بنية الهدف. إنه 6.4 إطار بعرض متر مع شبكة متصلة. عدد المشاركات المرمى 6 على الأقل متر ارتفاع والعارضة 2.44 متر فوق سطح الأرض. يتم تسجيل الهدف عندما تعبر الكرة أسفل العارضة ويتم تسجيل نقطة عندما تمر الكرة فوقها.

### رياضات أخرى

#### كرة القدم الكنديّة

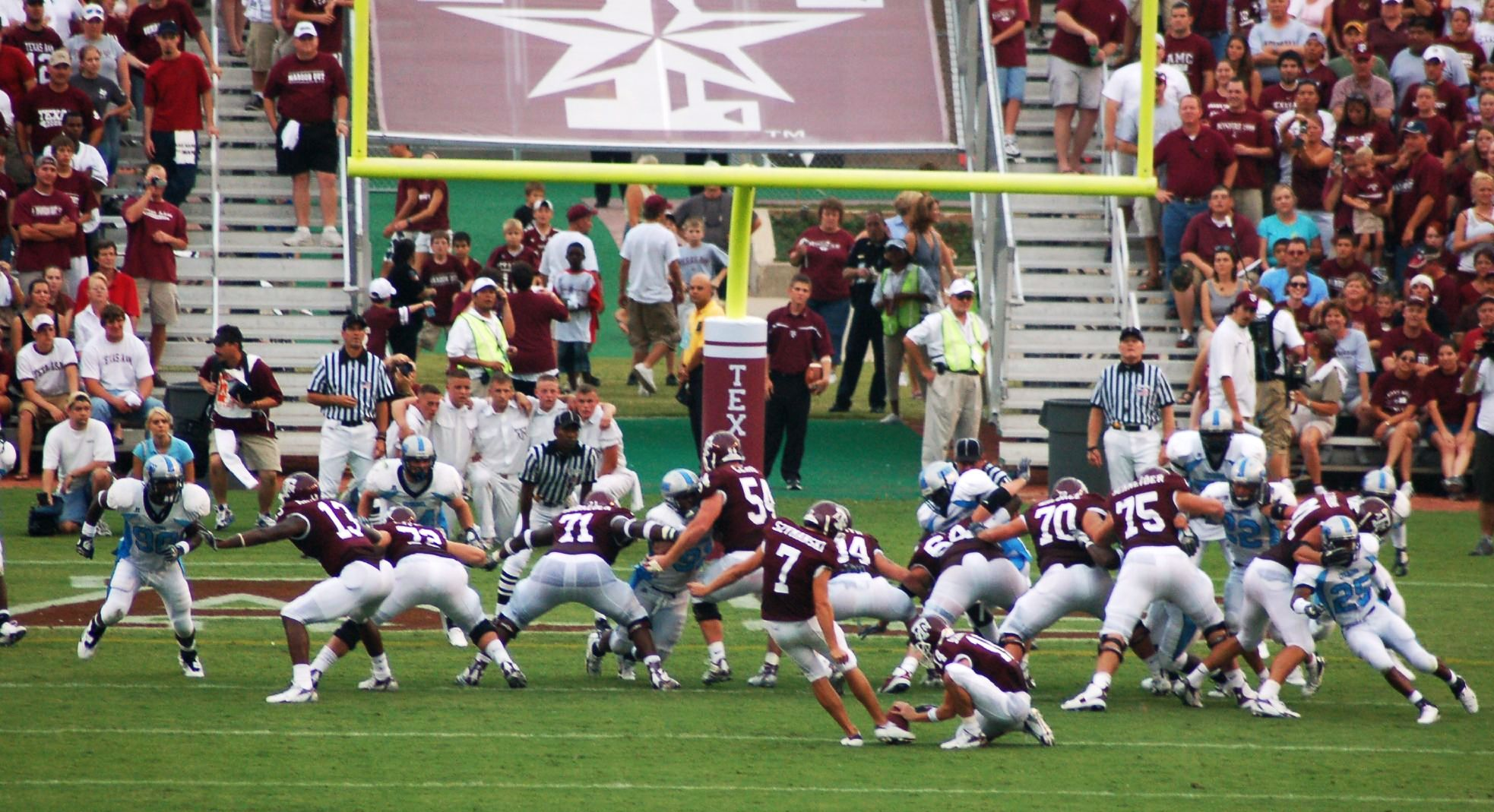
كرة القدم الأمريكية: لاعبو تكساس إيه آند إم تحاول يُحاولون تنفيذ ركلة مرمى ميدانيّة

الهدف الميداني في كرة القدم الأمريكية أو الكندية هو طريقة ثانوية للتسجيل؛ يتم تسجيلها عندما يتم ركل الكرة أو ركلها بالكامل فوق العارضة وبين أو فوق دعامات المرمى مباشرة. يسجل الهدف الميداني 3 نقاط في كلا النسختين من الرياضة. في اللعبة الأمريكية، فإن ركلة الصيد العادلة التي نادرًا ما تستخدم الآن، إذا تم تنفيذها بنجاح، فإنها تسجل أيضًا 3 نقاط. الهدف الذي تم ركله أثناء المحاولة بعد الهبوط يستحق نقطة واحدة. هذه هي الطرق الوحيدة لتمرير الكرة من خلال المرمى الذي يمنح نقاط لفريق الركل؛ لا يتم تسجيل أي نقاط إذا تم ضرب الكرة أو رميها من خلال المرمى، أو إذا مرت الكرة عبر المرمى عند ركلة البداية (باستثناء، في الحالة الأخيرة، في كرة القدم الأمريكية داخل الصالات، حيث تمنح بعض البطولات نقطة واحدة).
في كلتا الرياضتين، يتكون هيكل الهدف من عارضة معلقة 10 قدم (3.0 م) بعيدًا عن الأرض ووضع أعمدة المرمى (المعروفة بالعامية باسم "uprights") 18 قدم 6 بوصة (5.64 م) متباعدة وتمتد على الأقل 35 قدم (11 م) فوق العارضة. في المستويات الدنيا من اللعب، يمكن وضع أعمدة المرمى متباعدة و / أو لا تمتد بعيدًا فوق العارضة؛ على سبيل المثال، في كرة القدم في المدرسة الثانوية، المشاركات هي 23 قدم 4 بوصة (7.11 م) بصرف النظر. تنص قواعد دوري كرة القدم الأمريكية (وحتى الكنديّة) على أن يتمَّ إرفاق شريط بأعلى كل هدف. تتركز الأهداف في الملعب، ولكن على خطوط مختلفة: في كرة القدم الأمريكية، تقع على «خط النهاية» (أقصى نهاية منطقة النهاية) وفي كرة القدم الكندية، على «خط المرمى» (بداية منطقة النهاية). يمكن وضع شبكة قابلة للسحب خلف المرمى، بعيدًا عن ميدان اللعب، لمنع الكرة من دخول مناطق المتفرج.
حتى منتصف الستينيات، كانت أعمدة المرمى متشابهة في التصميم مع أعمدة الرجبي، مع العارضة والقوائم المدعومة بالدعامات المثبتة مباشرة أسفل القوائم (على شكل الحرف "H"). احتفظ التصميم الانتقالي من هذا الوقت بمجموعة التوأم من الدعامات ولكنه وضعها خلف العارضة. في هذا التصميم، تم دعم العارضة والقوائم بمجموعة من الدعامات الأفقية والعمودية والقطرية خلف كل عمود. تم استخدام هذا التصميم بشكل احترافي آخر مرة في أول لعبة سوبر باول. ظهرت أعمدة المرمى الحديثة المدعومة بدعامة واحدة «برقبة الإوزة» (على شكل حرف "Y") لأول مرة في تصفيات سي إف إل عام 1966 وتم تبنيها من قبل جميع البطولات المحترفة الثلاثة التي كانت قيد التشغيل في العام التالي، مع العديد من فرق كرة القدم الجامعية (ولكن ليس كلها) حذت حذوها أيضًا في السنوات التي تلت ذلك. كان اتحاد كرة القدم الأميركي، الذي اندمج مع اتحاد كرة القدم الأميركي في عام 1970، يحتوي على أهدافه على خط المرمى حتى عام 1974. وبالمثل، في ملعب كرة القدم، يكون الهدف الميداني مشابهًا لهدف كرة القدم الأمريكية والكندية. يسجل الهدف الميداني في ساحة كرة القدم ثلاث نقاط، ما لم يتم ركله من الأسفل، وفي هذه الحالة يسجل أربع نقاط. هيكل المرمى في ساحة كرة القدم أصغر بكثير من اللعبة الخارجية. يتكون من عارضة 15 قدم (4.6 م) فوق سطح اللعب و9.5 قدم (2.9 م) واسع يستخدم هذا الحجم أيضًا لمعظم البطولات الداخلية الأخرى أيضًا. بشكل فريد في ساحة كرة القدم، يتم تثبيت أعمدة المرمى بالشبكات الموجودة على جانبي العارضة والتي تكون مشدودة للسماح للكرة بالارتداد مرة أخرى إلى ميدان اللعب. يبلغ ارتفاع الشباك 30 قدم (9.1 م) عرضا و37 قدم (11 م) طولًا. هذه الشباك لا تمثل منطقة التهديف، لكنها تحافظ على الكرة في اللعب وتمنعها من دخول الجمهور. تقدم كرة القدم الكندية أيضًا شكلاً ثانويًا من الهدف، أحمر أو نقطة واحدة؛ يتم منحها إذا دخلت الكرة منطقة المرمى (منطقة النهاية) عن طريق أي ركلة (إما هدف ميداني ضائع أو ركلة) ولم يتم إرجاعها من قبل الفريق المنافس؛ لم يتم تقديم هذا في كرة القدم الأمريكية (تؤدي هذه المسرحية بدلاً من ذلك إلى إعادة لمس الكرة).

#### كرة الرجبي

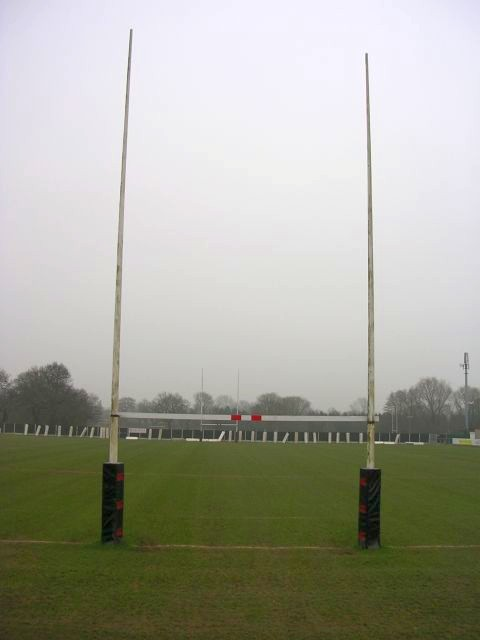
أعمدة مرمى الرجبي في نادي مانشستر للرجبي

يتم تسجيل الهدف في رياضة الرجبي عن طريق الركل أو الإسقاط بركل الكرة فوق العارضة وبين أعمدة المرمى على شكل حرف H. العارضة 3 متر (9.8 قدم) من الأرض، القوائم 5.5 متر (18 قدم) وذلك بصرف النظر في دوري الرجبي و5.6 متر (18 قدم) في اتحاد الرجبي.
| النوع       | نوع الركلة | عدد النقاط | عدد النقاط في الدوري | ملحوظات                                       |
| ----------- | ---------- | ---------- | -------------------- | --------------------------------------------- |
| إسقاط الهدف | تسديدة     | 3          | 1                    | التسجيل من اللعب المفتوح.                     |
| ركلة جزاء   | تسديدة     | 3          | 2                    | تسديد الكرة من مكان إلى آخر.                  |
| هدف محوَّل    | تسديدة     | 2          | 2                    | التسديد من مكان إلى آخر.                      |
| ركلة جزاء   | تسديدة     | 3          | 3                    | ألغيت في عام 1922 في الدوري و1977 في الاتحاد. |

في السنوات الأولى من لعبة الرغبي، كان يتم احتساب الأهداف فقط في التهديف، ويتم احتساب «المحاولة» فقط إذا «تم تحويلها» إلى هدف. استمر الاسم الرسمي «هدف من محاولة» لمحاولة التحويل حتى عام 1979.

## الاحتفال بالهدف
الاحتفال بتسجيل هدف أمر شائع. يتم إجراؤها عادة من قبل الهداف، وقد تشمل زملائه في الفريق أو المدير أو طاقم التدريب و / أو أنصار الفريق. عند الإشارة إلى الاحتفال بهدف بشكل عام، يمكن أيضًا تطبيق المصطلح على إجراءات محددة، مثل قيام اللاعب بإزالة قميصه أو القيام بشقلبة.

## تشابه مستعار
غالبًا ما يستخدم تعبير "مُغالَطة تحريك المرمى"، والذي يعني جعل مجموعة من الأهداف أكثر صعوبة بمجرد تحقيقها، في الأعمال التجارية ولكنه مشتق من اتحاد كرة القدم. يتم استخدامه بشكل شائع للإشارة إلى سوء النية من جانب أولئك الذين يضعون أهدافًا للآخرين للوفاء بها، من خلال تقديم مطالب إضافية بشكل تعسفي تمامًا مثلما توشك الطلبات الأولية على الوفاء بها. في الأعمال التجارية، يكون المفهوم أكثر تجريدًا، مع بعض مقاييس الأداء أو الهدف الذي يتم تعيينه كعمود هدف بينما يُعرف تحقيق الهدف غالبًا بتحقيق الهدف.